# 10596 Stevensimpson
10596 Stevensimpson este un asteroid din centura principală de asteroizi.

## Descriere
10596 Stevensimpson este un asteroid din centura principală de asteroizi. A fost descoperit pe 4 octombrie 1996 la Sudbury de Dennis di Cicco. Asteroidul prezintă o orbită caracterizată de o semiaxă mare de 2,85 ua, o excentricitate de 0,02 și o înclinație de 1,5° în raport cu ecliptica.